# Gare de Saint-Denis-Bovesse
La gare de Saint-Denis-Bovesse est une gare ferroviaire belge de la ligne 161, de Schaerbeek à Namur, située à Saint-Denis-Bovesse section de la commune de La Bruyère dans la province de Namur.
Elle est mise en service en 1855 par la Grande compagnie du Luxembourg. C'est une halte voyageurs de la Société nationale des chemins de fer belges (SNCB) desservie par des trains omnibus (L).

## Situation ferroviaire
Établie à environ 184 mètres d'altitude, la gare de Saint-Denis-Bovesse, est située au point kilométrique (PK) 50,860 de la ligne 161, de Schaerbeek à Namur entre les gares de Beuzet et de Rhisnes.

## Histoire
La « station de Saint-Denis-Bovesse » est mise en service le 9 octobre 1855 par la Grande compagnie du Luxembourg.

### La gare de 1855
Pour la construction de ses gares, la Grande Compagnie du Luxembourg réalisa plusieurs modèles standards et choisit pour un grand nombre de ses gares un modèle de bâtiment rectangulaire de deux niveaux sous bâtière comportant trois travées. Chaque façade était symétrique. Au centre, on retrouve un oculus sous une corniche en mitre. Les façades sont en brique apparente avec un cordon de pierre bleue au rez-de-chaussée joignant la naissance des arcs qui surplombent chaque ouverture (les arcs sont en plein cintre au rez-de-chaussée et bombés à l’étage). On retrouvait également deux cordons de briques, l'un marquant la séparation entre les deux étages et l'autre reliant le larmier des fenêtres à l'étage. Ces gares seront par la suite portées à cinq travées avec une avancée au niveau des trois travées centrales côté rue.
De telles gares ont été construites à Tilff, Rhisnes, Esneux, Saint-Denis-Bovesse, Barvaux, Bomal, Chastre, et Mont-Saint-Guibert. Seules les quatre premières existent toujours à l’heure actuelle.

### La seconde gare
Après la reprise de la plupart des compagnies privées par les Chemins de fer de l’État Belge, un certain nombre de gares anciennes ou trop exiguës fut démoli et remplacé par de nouveaux édifices.
Au lieu de démolir l'ancienne gare, on lui adjoignit une seconde gare de plan standard à un étage, plus dépouillée et sans bâtiment de fonction, uniquement dévolue à l'accueil des voyageurs. Elle fut construite à une date inconnue dans les années 1900 à côté de l'ancienne gare qui restera utilisée comme logement de fonction par le chef de gare puis devint une habitation privée qui existe toujours.
La nouvelle gare reprenait des caractéristiques des gares plan type 1881 et 1895 mais ne possédait qu'un seul étage sous toiture à bâtière avec six travées munies d'arcs en plein cintre et séparées par des frises de brique à denticules.
Cette gare a finalement été démolie à une date inconnue et Saint-Denis-Bovesse est devenu un simple point d'arrêt sans guichet ni salle d'attente.

## Service des voyageurs

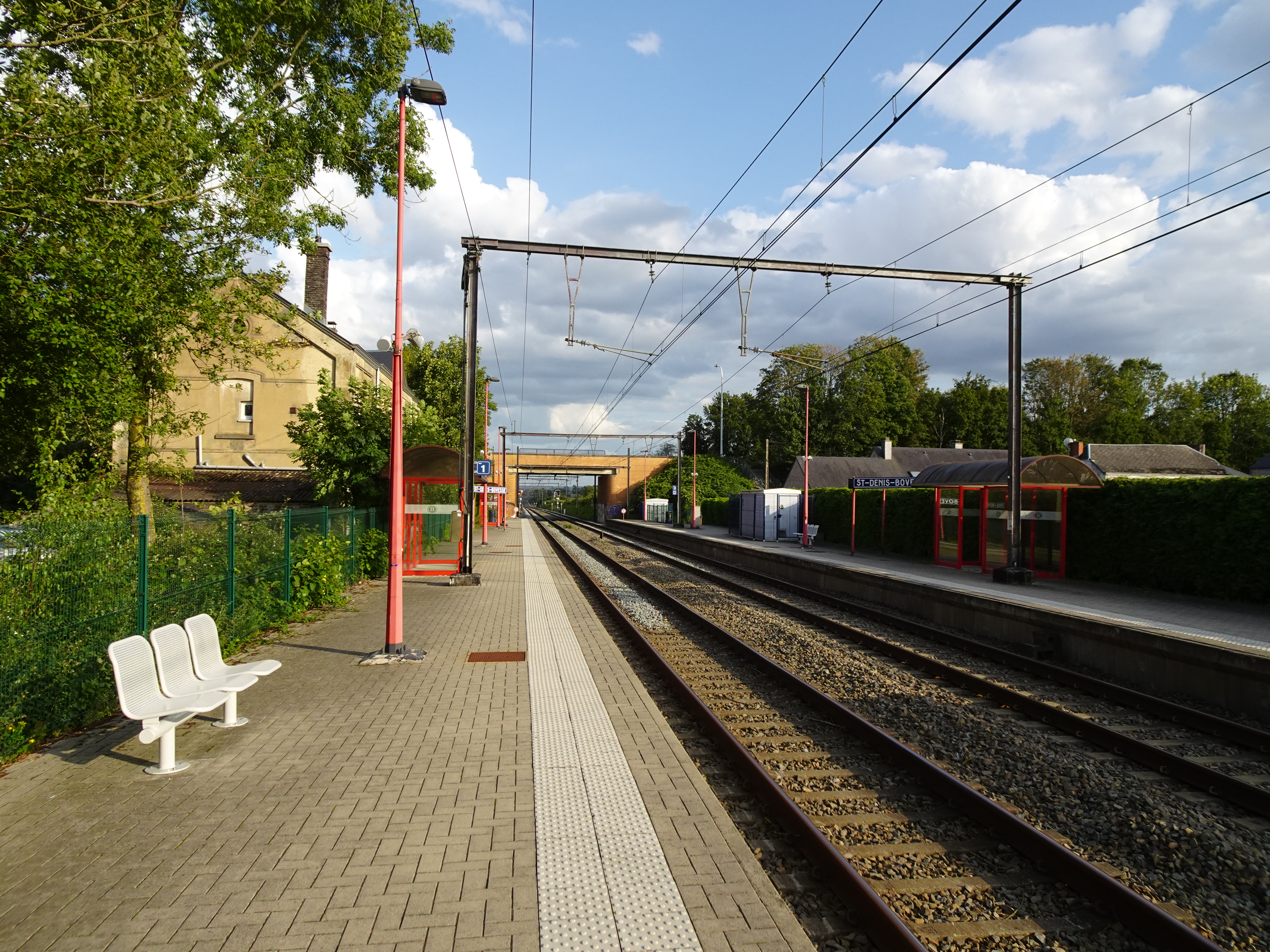

### Accueil
Halte SNCB, c'est un point d'arrêt non géré (PANG) à accès libre.

### Desserte
Saint-Denis-Bovesse est une halte voyageurs de la Société nationale des chemins de fer belges (SNCB) desservie par des trains omnibus (L) et Heure de pointe (P) de la relation Ottignies - Gembloux - Namur (voir fiches horaires de la ligne).
En semaine, la desserte comprend un train L par heure dans chaque sens complété, le matin, par un train P Namur - Ottignies (dans chaque sens) et un train P Namur - Gembloux ; l'après-midi, on retrouve un train P Namur - Ottignies et deux dans le sens Ottignies - Namur.
Les week-ends et jours fériés, seuls circulent les trains L au rythme d'un toutes les deux heures.

### Intermodalité
Un parc pour les vélos et un parking pour les véhicules y sont aménagés.

## Comptage voyageurs
Le graphique et le tableau montrent le nombre de passagers qui en moyenne embarquent durant la semaine, le samedi et le dimanche.
| Nombre de voyageurs qui embarquent à la gare de Saint-Denis-Bovesse | Nombre de voyageurs qui embarquent à la gare de Saint-Denis-Bovesse | Nombre de voyageurs qui embarquent à la gare de Saint-Denis-Bovesse | Nombre de voyageurs qui embarquent à la gare de Saint-Denis-Bovesse |
|                                                                     | Semaine                                                             | Samedi                                                              | Dimanche                                                            |
| ------------------------------------------------------------------- | ------------------------------------------------------------------- | ------------------------------------------------------------------- | ------------------------------------------------------------------- |
| 1977                                                                | 219                                                                 | 39                                                                  | 33                                                                  |
| 1978                                                                | 225                                                                 | 36                                                                  | 30                                                                  |
| 1979                                                                | 187                                                                 | 55                                                                  | 20                                                                  |
| 1980                                                                | 239                                                                 | 89                                                                  | 20                                                                  |
| 1981                                                                | 201                                                                 | 40                                                                  | 18                                                                  |
| 1982                                                                | 240                                                                 | 85                                                                  | 60                                                                  |
| 1983                                                                | 143                                                                 | 23                                                                  | 11                                                                  |
| 1984                                                                | 188                                                                 | 34                                                                  | 25                                                                  |
| 1985                                                                | 187                                                                 | 61                                                                  | 24                                                                  |
| 1986                                                                | 205                                                                 | 59                                                                  | 28                                                                  |
| 1987                                                                | 168                                                                 | 60                                                                  | 26                                                                  |
| 1988                                                                | 193                                                                 | 64                                                                  | 20                                                                  |
| 1989                                                                | 162                                                                 | 44                                                                  | 47                                                                  |
| 1990                                                                | 166                                                                 | 65                                                                  | 38                                                                  |
| 1991                                                                | 205                                                                 | 53                                                                  | 27                                                                  |
| 1992                                                                | 180                                                                 | 61                                                                  | 31                                                                  |
| 1993                                                                | 141                                                                 | 57                                                                  | 34                                                                  |
| 1994                                                                | 185                                                                 | 27                                                                  | 15                                                                  |
| 1995                                                                | 161                                                                 | 39                                                                  | 8                                                                   |
| 1996                                                                | 178                                                                 | 46                                                                  | 16                                                                  |
| 1997                                                                | 174                                                                 | 23                                                                  | 7                                                                   |
| 1998                                                                | 164                                                                 | 24                                                                  | 16                                                                  |
| 1999                                                                | 151                                                                 | 14                                                                  | 6                                                                   |
| 2000                                                                | 207                                                                 | 27                                                                  | 11                                                                  |
| 2001                                                                | 161                                                                 | 14                                                                  | 12                                                                  |
| 2002                                                                | 174                                                                 | 22                                                                  | 15                                                                  |
| 2003                                                                | 165                                                                 | 28                                                                  | 26                                                                  |
| 2004                                                                | 180                                                                 | 36                                                                  | 15                                                                  |
| 2005                                                                | 185                                                                 | 46                                                                  | 18                                                                  |
| 2006                                                                | 220                                                                 | 24                                                                  | 14                                                                  |
| 2007                                                                | 233                                                                 | 48                                                                  | 17                                                                  |
| 2008                                                                | -                                                                   | -                                                                   | -                                                                   |
| 2009                                                                | 201                                                                 | 18                                                                  | 21                                                                  |
| 2010                                                                | -                                                                   | -                                                                   | -                                                                   |
| 2011                                                                | -                                                                   | -                                                                   | -                                                                   |
| 2012                                                                | 188                                                                 | 37                                                                  | 23                                                                  |
| 2013                                                                | 184                                                                 | 33                                                                  | 24                                                                  |
| 2014                                                                | 248                                                                 | 29                                                                  | 16                                                                  |
| 2015                                                                | 148                                                                 | 38                                                                  | 28                                                                  |
| 2016                                                                | 146                                                                 | 11                                                                  | 14                                                                  |
| 2017                                                                | 119                                                                 | 23                                                                  | 12                                                                  |
| 2018                                                                | 147                                                                 | 28                                                                  | 22                                                                  |
| 2019                                                                | 189                                                                 | 29                                                                  | 21                                                                  |
| 2020                                                                | 104                                                                 | 33                                                                  | 11                                                                  |
| 2021                                                                | -                                                                   | -                                                                   | -                                                                   |
| 2022                                                                | 310                                                                 | 26                                                                  | 23                                                                  |
| 2023                                                                | 212                                                                 | 62                                                                  | 44                                                                  |
| 2024                                                                | 202                                                                 | 31                                                                  | 39                                                                  |

## Patrimoine ferroviaire
Le premier bâtiment voyageurs, devenue une habitation privée, est toujours présent sur le site de la gare.

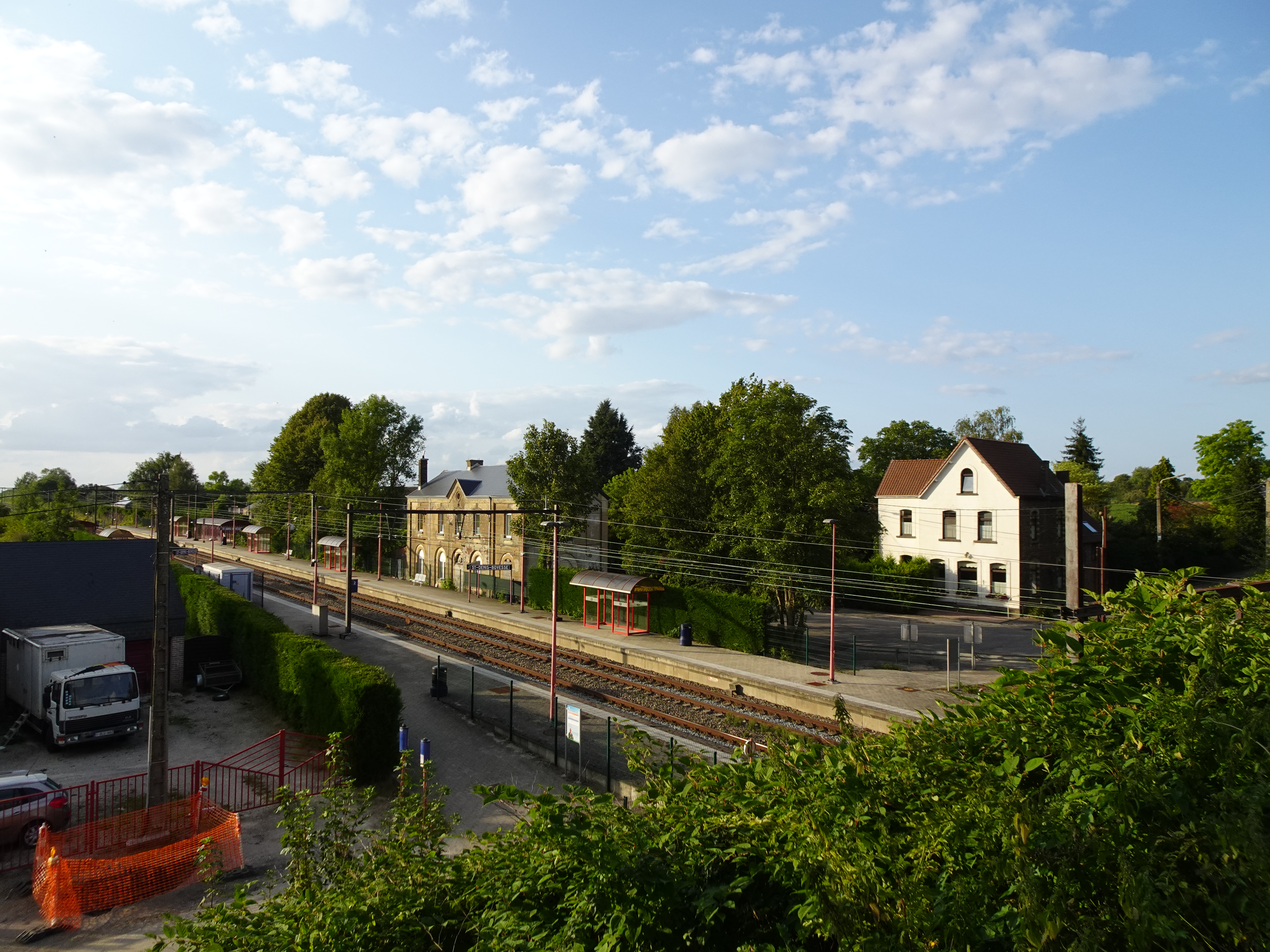
Vue depuis le pont de la N912.
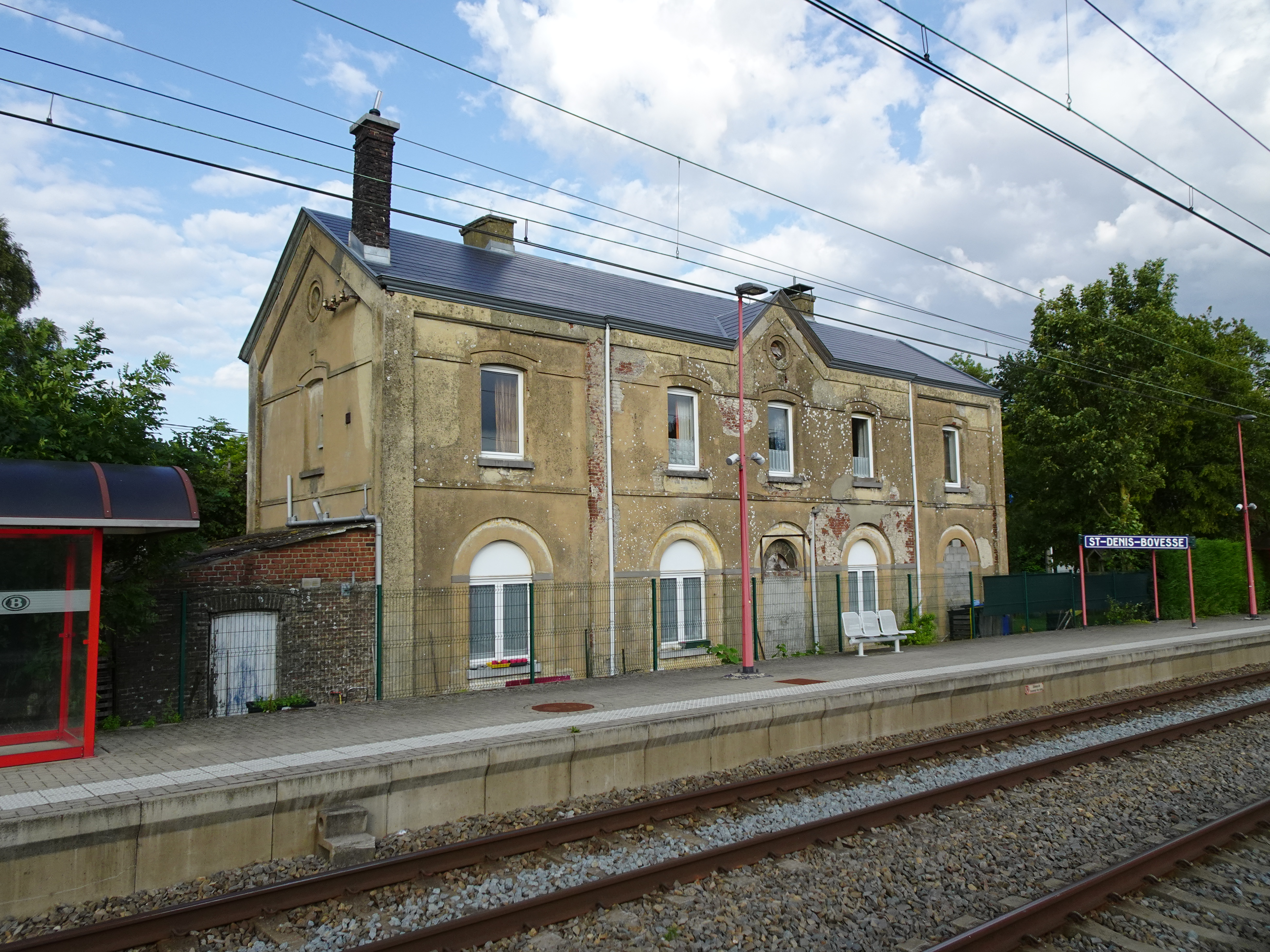
Bâtiment d'origine.
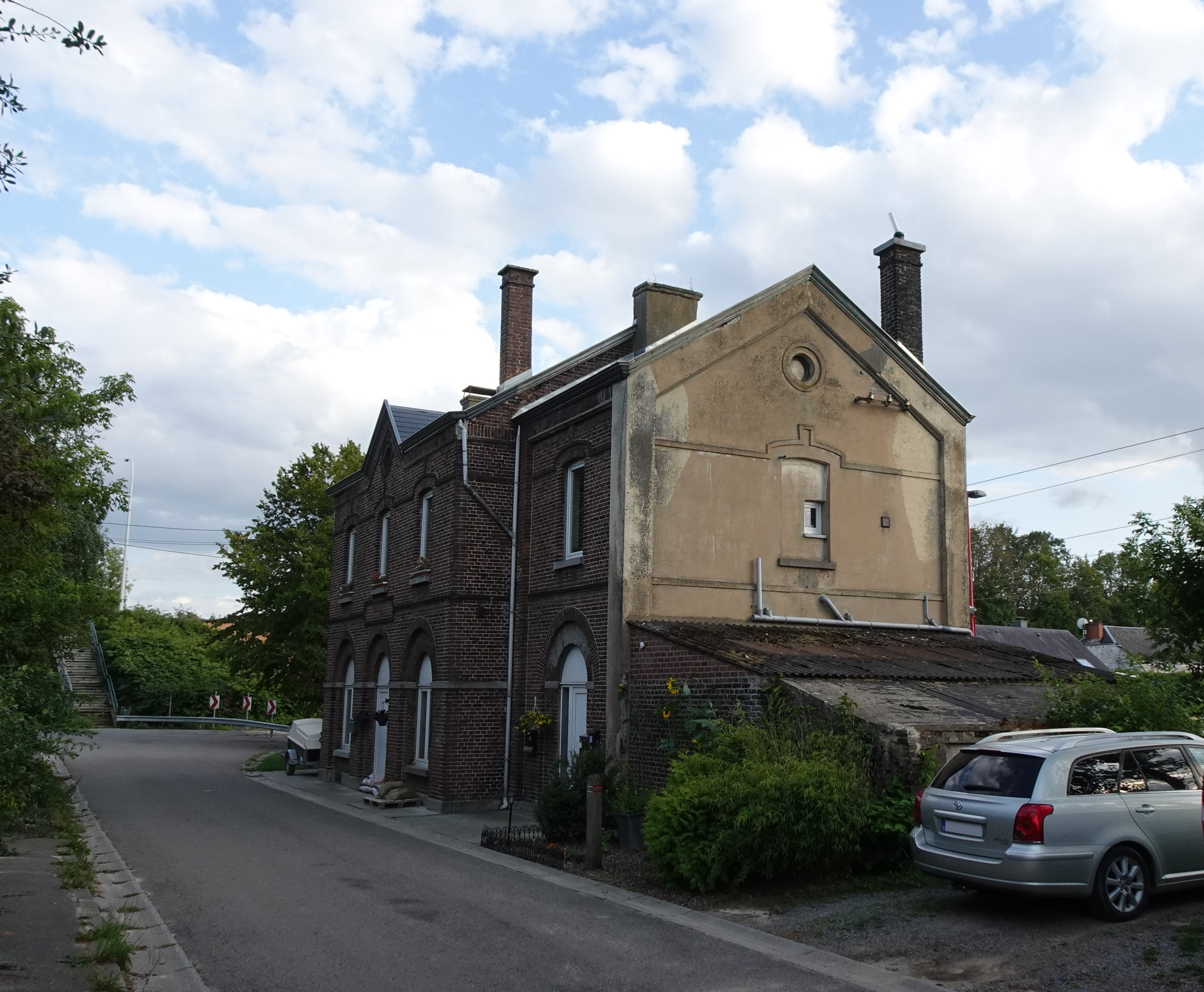
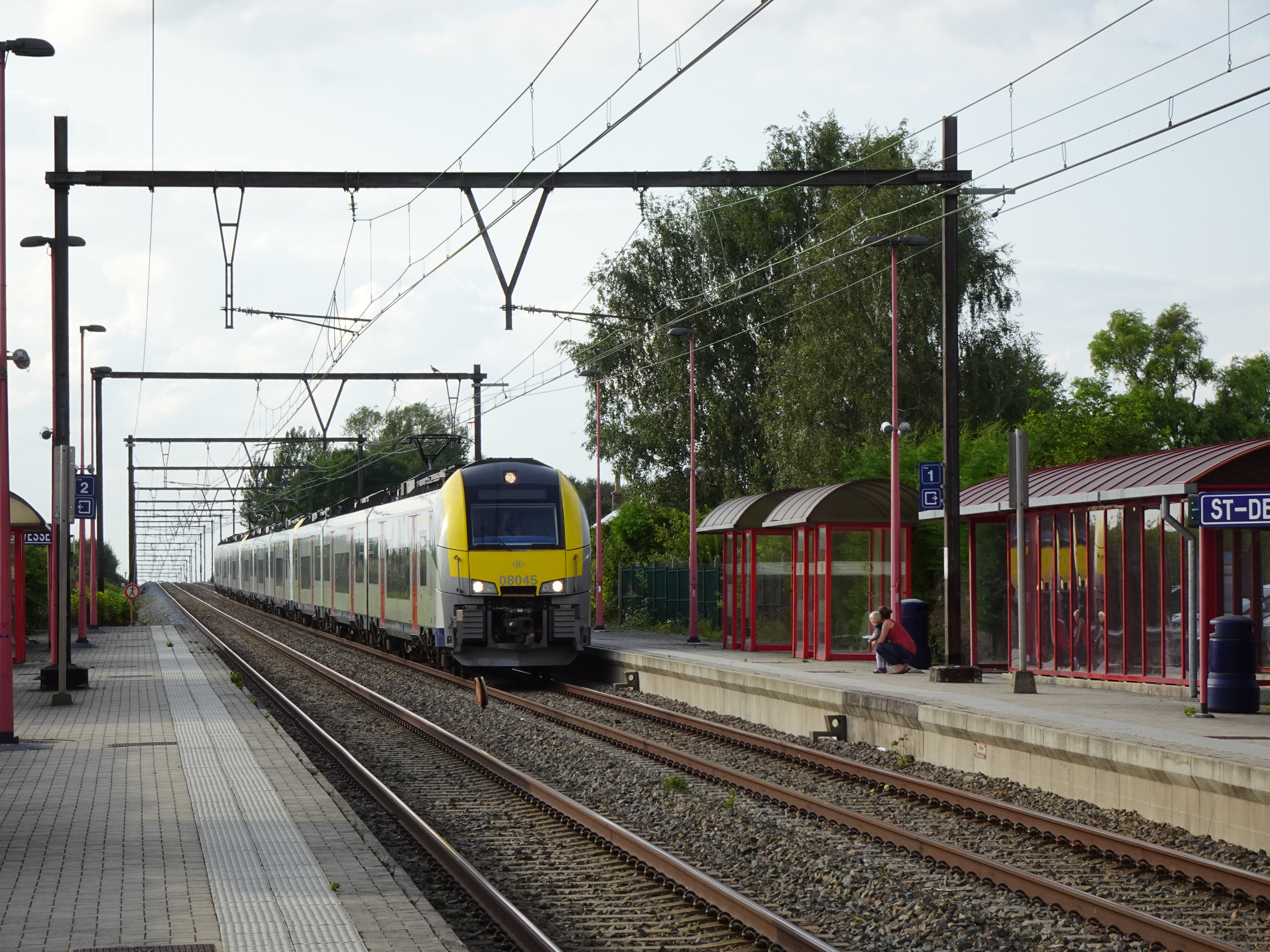
Desserte omnibus de la halte.
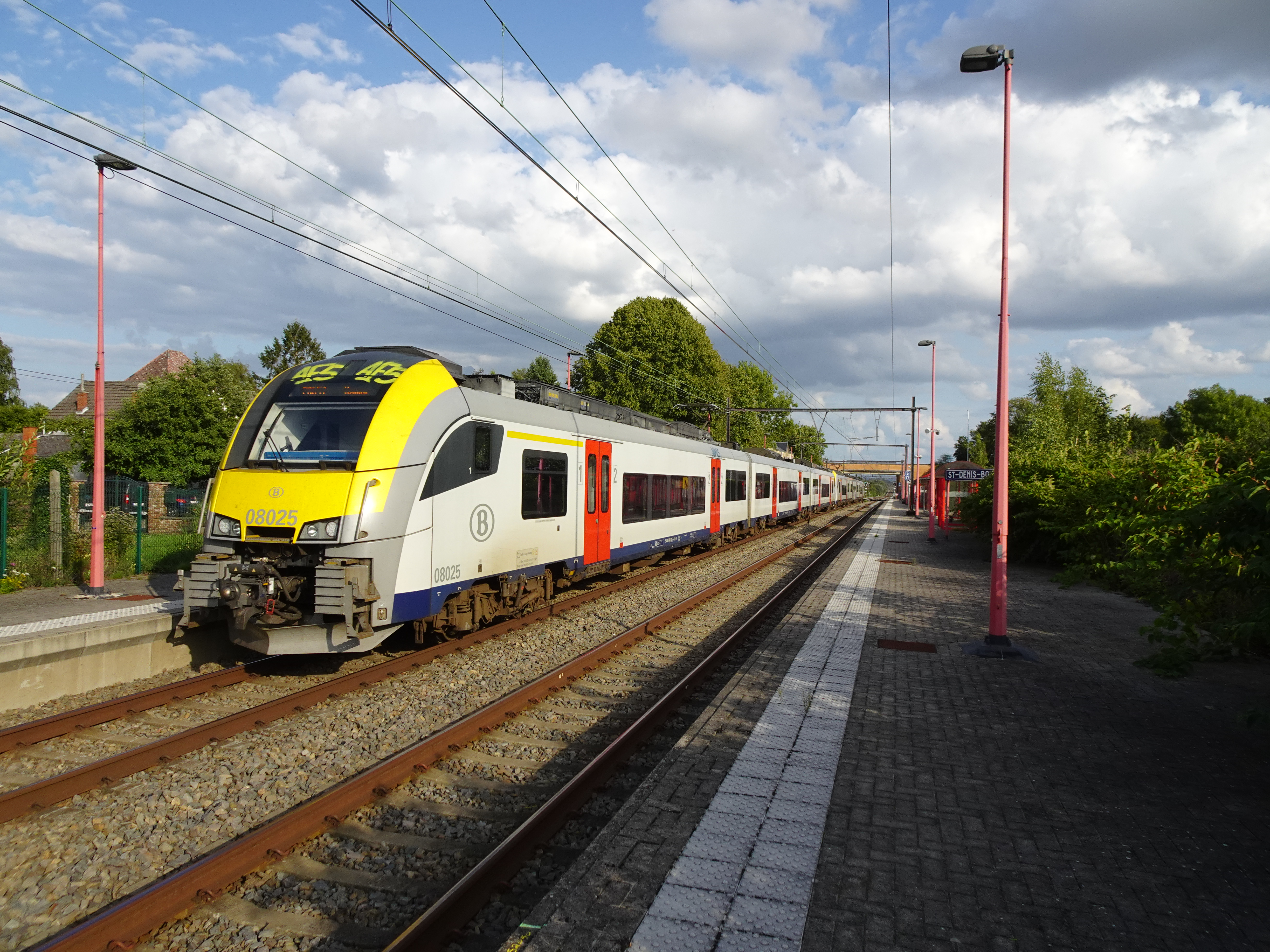
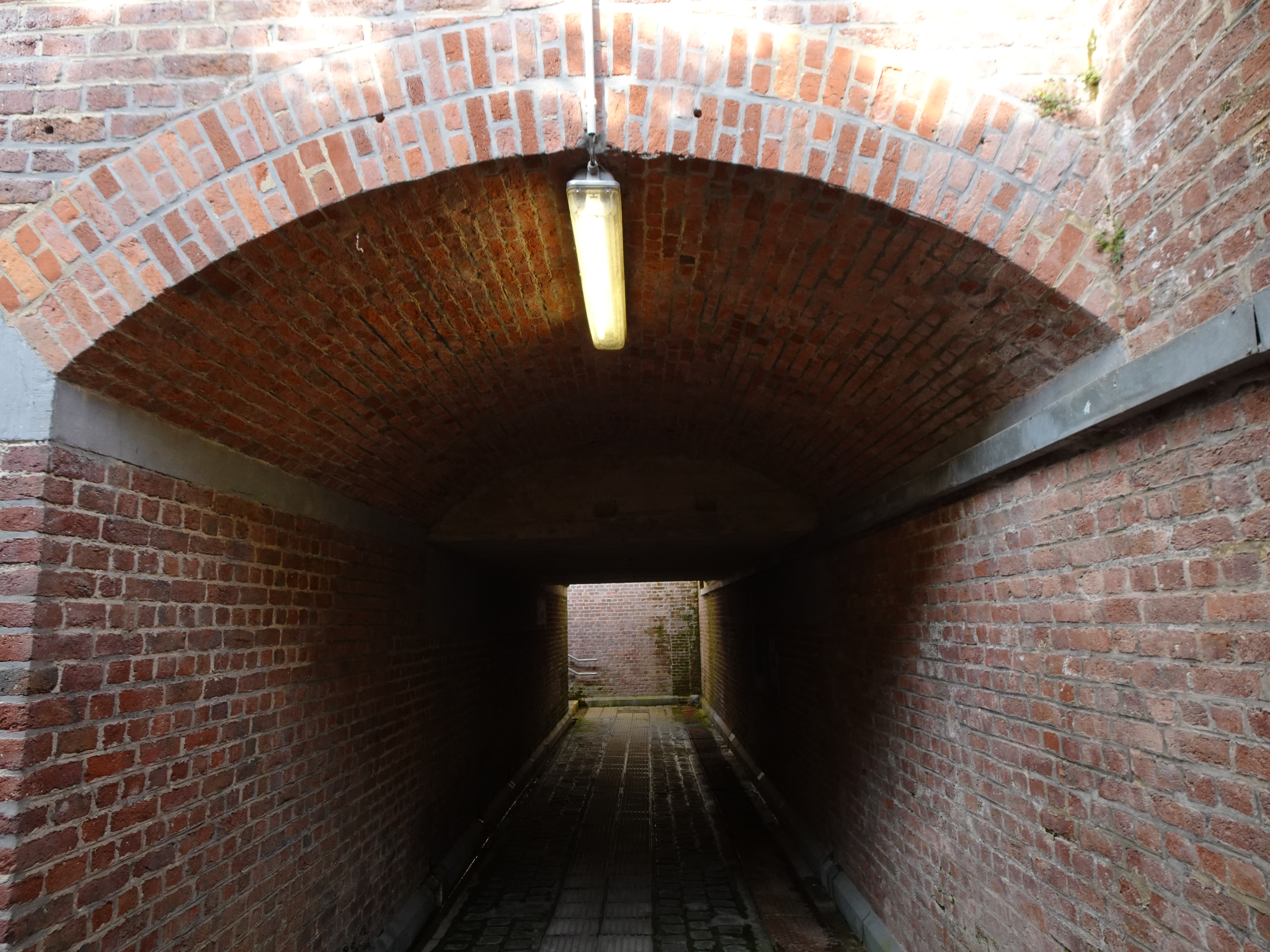
Tunnel sous voies.